# Braterstwo krwi
Braterstwo krwi (ang. Beau Geste) – amerykański film fabularny z 1939 roku w reżyserii Williama Wellmana, oparty na powieści przygodowej pt. Beau Geste autorstwa Percivala Christophera Wrena.
Jest to bardzo wierny remake niemego Beau Geste z Ronaldem Colmanem w roli tytułowej. Film z 1939 roku jest prawdopodobnie najbardziej znaną wersją przygód braci Geste. W obsadzie znalazły się gwiazdy kina, m.in. Gary Cooper, Ray Milland, Robert Preston, Susan Hayward, Broderick Crawford i Brian Donlevy. Ten ostatni za swoją rolę był w 1939 roku nominowany do Oscara dla najlepszego aktora drugoplanowego, lecz nagrodę tę zdobył Thomas Mitchell za kreację dra Boone'a w Dyliżansie.

## Fabuła
Trzej bracia Geste: „Beau” (Gary Cooper), Digby (Robert Preston) i John (Ray Milland), uciekając przed podejrzeniem o kradzież drogocennego szafiru, dostają się do Legii Cudzoziemskiej, gdzie trafiają pod komendę okrutnego sierżanta Markoffa (Brian Donlevy).

## Obsada
- Gary Cooper – Michael „Beau” Geste
- Ray Milland – John Geste
- Robert Preston – Digby Geste
- Brian Donlevy – sierżant Markoff
- Susan Hayward – Isobel Rivers
- J. Carrol Naish – Rasinoff
- Albert Dekker – Schwartz
- Broderick Crawford – Hank Miller
- Charles Barton – Buddy McMonigal
- James Stephenson – major Henri de Beaujolais, dowódca wojsk idących z odsieczą
- Heather Thatcher – Lady Patricia Brandon
- James Burke – porucznik Dufour
- G. P. Huntley – Augustus Brandon
- Harold Huber – Voisin
- Donald O’Connor – Beau (dziecko)
- Billy Cook – John (dziecko)
- Martin Spellman – Digby (dziecko)
- Ann Gillis – Isobel (dziecko)
- David Holt – Augustus (dziecko)
- Harvey Stephens – porucznik Martin
- Stanley Andrews – Maris
- Harry Woods – Renoir, dezerter z Legii Cudzoziemskiej
- Arthur Aylesworth – Renault, inny dezerter
- Barry Macollum – Krenke
- Ronald R. Rondell – trębacz

## Produkcja
Zdjęcia do filmu powstawały od stycznia do kwietnia 1939 roku. Dodatkowe sceny nakręcono 13 czerwca 1939 roku.